# Il trionfo di Sherlock Holmes
Il trionfo di Sherlock Holmes (The Triumph of Sherlock Holmes) è un film del 1935 diretto da Leslie S. Hiscott, basato sul romanzo La valle della paura di Arthur Conan Doyle. Si tratta del quarto film interpretato da Arthur Wontner nei panni di Sherlock Holmes. Con questo film la produzione ritornò a Julius Hagen, che ripristinò quindi gran parte del cast artistico e tecnico dei primi due film dopo i cambiamenti apportati dalla Associated Talking Pictures per Il segno dei quattro (1932). Presentato in anteprima a Londra il 31 gennaio 1935, il film fu distribuito nel Regno Unito il 26 agosto dalla Gaumont British Distributors.

## Trama
Il celebre investigatore Sherlock Holmes sta traslocando da Londra per godersi il suo ritiro dalle scene che lo hanno reso protagonista nel campo della storia del giallo. Il suo appartamento laboratorio sarà occupato dal suo deuteragonista Watson e dalla moglie, la nuova avventura inizia proprio durante le operazioni del trasloco. Il professor Moriarty, da Watson ritenuto un innocuo professore di matematica, per Sherlock Holmes, in base al metodo deduttivo da lui messo sempre in campo, risulta essere la mente della massima organizzazione criminale in Europa. Nonostante Sherlock Holmes avesse smascherato le sue attività la polizia aveva sempre ignorato le sue conclusioni nonché la possibilità che aveva dato di metterlo a disposizione della giustizia. In effetti Moriarty si presenta all’investigatore proprio in questa stessa occasione, con fare minaccioso e spavaldo, per fargli le congratulazioni riguardo alla scelta di ritirarsi in pensione evitando così la fatica di eliminarlo. Con l’humour tipico che lo caratterizza, il nostro ispettore interpreta le congratulazioni come una dichiarazione di guerra e decide quindi di non tirarsi indietro. La trama prosegue quindi focalizzando le attività simultanee di Moriarty. Negli uffici di quest’ultimo si presenta un sinistro personaggio, il sedicente Colonnello Sebastian Moran, arrivato dall’America con un passaporto falso e soltanto l’organizzazione di Moriarty può procurargli i documenti per la nuova identità. La scena si sposta in una dove Jack, sta scendendo ai piani inferiori del palazzo per riprendere i suoi occhiali lasciando la bella moglie, Ettie, nella stanza. Ai piani inferiori c’è qualcuno, succede un omicidio, cambio scena, Moriarty guarda l’ora soddisfatto. Holmes decifra un messaggio in codice ricevuto e capisce che sta succedendo qualcosa. Il proprietario del Castello di Birlstone è in pericolo. Dai due amici si presenta l’ispettore che comunica il delitto proprio al castello di Birlstone, il proprietario Jack Douglas è stato ucciso con un colpo al volto. Ispezione al Castello da parte di Holmes, Wastson e Lestrade. Al castello oltre alla coppia viveva un uomo, Cecil Barker che viene interrogato. La vittima ha un tatuaggio sul polso, fatto di recente. Riguardo al tatuaggio comincia a farsi largo l’ipotesi di una società segreta operante in America e Barker dichiara di aver sempre pensato che Douglas ne avesse fatto parte pur non collegandolo al tatuaggio sul braccio. Anche Ettie viene interrogata da Holmes riguardo al suo matrimonio, vengono fuori legami con l’America, ma la donna ammette di non sapere niente di preciso riguardo a possibili legami tra il marito e la feroce organizzazione. Messa sotto pressione la donna racconta, attraverso la tecnica del flash back racconta come è venuta conoscenza del marito Jack, affittuario a casa del padre, affascinante,e di come la simpatia tra loro abbia scatenato le ire del vecchio affittuario, che altri non è che il sedicente colonnello Sebastian Moran, alias Ted Bawley. Il padre di Ettie rivela a Jack che Ted è uno dei capi degli Scrowerers, la terribile setta di assassini e ricattatori identificati dal tatuaggio sul polso, sedicenti Antico Ordine dei Massoni. Jack ha un contatto con uno dei capi Massoni, McGintey, per iscriversi alla Loggia, cosa che ottiene e per questo viene anche lui marchiato a ferro e fuoco sul polso nel rito di iniziazione. Subito ha l’incarico per una spedizione punitiva ai danni di James Tanner editore dell’Herald, che sta facendo una campagna contro la loro organizzazione malavitosa, agli ordini di Ted in gruppo con altri. Una vera e propria feroce azione squadrista che Jack cerca di contenere il più possibile appellandosi al fatto che il capo ha detto di non uccidere Tanner. Jack viene dopo qualche tempo arrestato per l’aggressione all’Herard ma, facendo parte dell’organizzazione, risulta intoccabile e in effetti al processo Jack viene dichiarato non colpevole. L’ultima scena del flash back è l’abbraccio rassicurante tra Ettie e Jack tra le mura di casa. Ettie continua a raccontare. Ted ha l‘incarico di uccidere un potente imprenditore di miniere. La solita banda in azione, ma questa volta Ted è il capo. Dopo aver bruciato gli uffici della miniera c’è una sparatoria. Ettie vuole scappare con Ted, lui chiede tempo, ma in effetti i due decidono di darsi alla fuga precipitosamente in quanto, dice, un detective dell'agenzia Pinkerton sarebbe stato sulle sue tracce. Jack con un colpo di scena fa arrestare tutta la Banda che oramai ha piena fiducia in lui. Tutti componenti della banda degli Scowerers vengono arrestati e giustiziati a parte Ted Baldwin, condannato all’ergastolo. Su di lui cade il sospetto dell’omicidio di Jack, essendo venuto in Europa dall’America. Holmes pensa che la soluzione del giallo non sia quella intravista in base al racconto della bella signora Douglas. Lei intanto è in giardino con Barker, Holmes chiede a Watson di fare in modo che non rientrino mentre lui fa delle ricerche riguardanti i pesi con cui Jack faceva ginnastica ogni mattina Jack. Watson sorpreso trova Ettie che allegramente si intrattiene con l’amico Barker. Intanto Holmes tira fuori dal fossato del castello uno dei due pesi che mancava. Insieme al peso ripesca un coltello e una mappa. Watson riferisce la condotta in giardino dei due che a questo punto ritiene amanti e assassini del marito di lei. Ma Holmes ha un’altra teoria e per esporla parte dal peso per la ginnastica ritrovato. Tutto il racconto di Barker è una bugia. Giocando sui tempi, dedotti dal consumo della cera delle candele, sugli anelli che avrebbero dovuto essere al dito della vittima, sulle orme delle pantofole fangose indossate a Barker, che si tolse prima dell’arrivo della polizia, Holmes deduce che i due presunti amanti siano coinvolti nell’assassinio ma soltanto quali comparse di un dramma che sarà sciolto, dice Holmes, quella stessa notte nella Torre del castello. Nella misteriosa torre Holmes chiama Mister Duglas, alias Birdy Edwards, ovvero la vittima. Che non è morto. Holmes arriva a trovare la soluzione notando che il consumo della candela prova che Barker è restato ben quaranta minuti con la vittima prima di dare qualsiasi allarme. Cos’è successo in quei quaranta minuti? Mr Douglas si era rintanato nel castello in quanto ricercato dagli Scowerers al fine di ucciderlo. Ma Ted Baldwin era riuscito ad entrare durante il giorno non visto e la notte attaccò Douglas con un pugnale che gli fu tolto di mano da chi poi usò una pistola che finì per ucciderlo rendendolo irriconoscibile. Barker per depistare la polizia che aveva lui stesso chiamato vestì Baldwin con gli abiti di Douglas. Il marchio degli Scowerers completava il quadro. Barkers gettò poi gli abiti di Baldwin con un peso nel fossato. Douglas si è poi vestito, ha preso del cibo e si è nascosto. Però ha avuto difficoltà a mettere l’anello con la pepita al cadavere di Baldwin. Holmes è stato messo sulla buona strada, quella della torre, dalla mappa che aveva ritrovato nella tasca della giacca di Baldwin ripescata nel fossato. Dietro a tutto c’è Moriarty che penetra nel castello per incontrare Ted Bawley, incontra invece Holmes coadiuvato dall’ispettore Lestrade e dai suoi agenti che lo smaschera quale mandante del tentato omicidio di Jack Douglas. Moriarty tenta una disperata fuga per poi precipitare nel fossato.

## Distribuzione

### Data di uscita
Le date di uscita internazionali sono state:
- 24 maggio 1935 negli Stati Uniti
- 26 agosto nel Regno Unito
- 9 novembre 1943 in Messico (El triunfo de Sherlock Holmes)

### Edizione italiana
Il film arrivò in Italia direttamente in televisione venendo trasmesso nella notte del 21 aprile 1992 su Raiuno, quando il successivo Sherlock Holmes alle corse era già stato trasmesso.

### Edizioni home video
Nel 2017 è stato distribuito in DVD dall'etichetta Sinister Film col titolo cambiato in Il ritorno di Sherlock Holmes.